# Somalisk shilling
Somalisk shilling (SoSh - Shilin soomaali) är den valuta som används i Somalia i Afrika. Valutakoden är SOS. 1 Shilling = 100 senti.
Den rådande politiska instabiliteten har medfört användandet av USA-dollar, Euro och emiratisk dirham.
Valutan infördes 1976 och ersatte östafrikansk shilling. 

## Användning
Valutan ges ut av Bankiga Dhexe ee Soomaaliya - BDeS som grundades 1960, ombildades 1975 och har huvudkontoret i Mogadishu, det är dock osäkert i vilken omfattning banken är i arbete och ingen internetsida finns.

## Valörer
- mynt: 5, 10, 25, 50 och 100 Shillings
- underenhet: används ej, tidigare senti.
- sedlar: 5, 10, 20, 30, 50, 100, 500 och 1000 SOS